# Pédiplaine

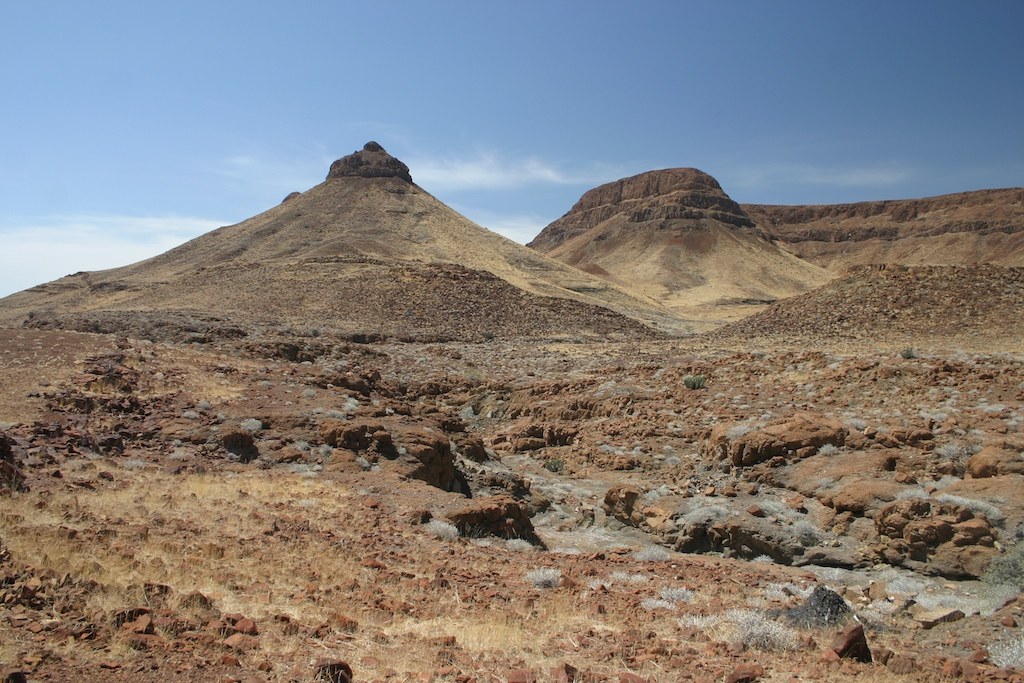
Vue d'un escarpement et d'un pédiment en Namibie. La zone presque plate au premier plan est une pédiplaine en formation.

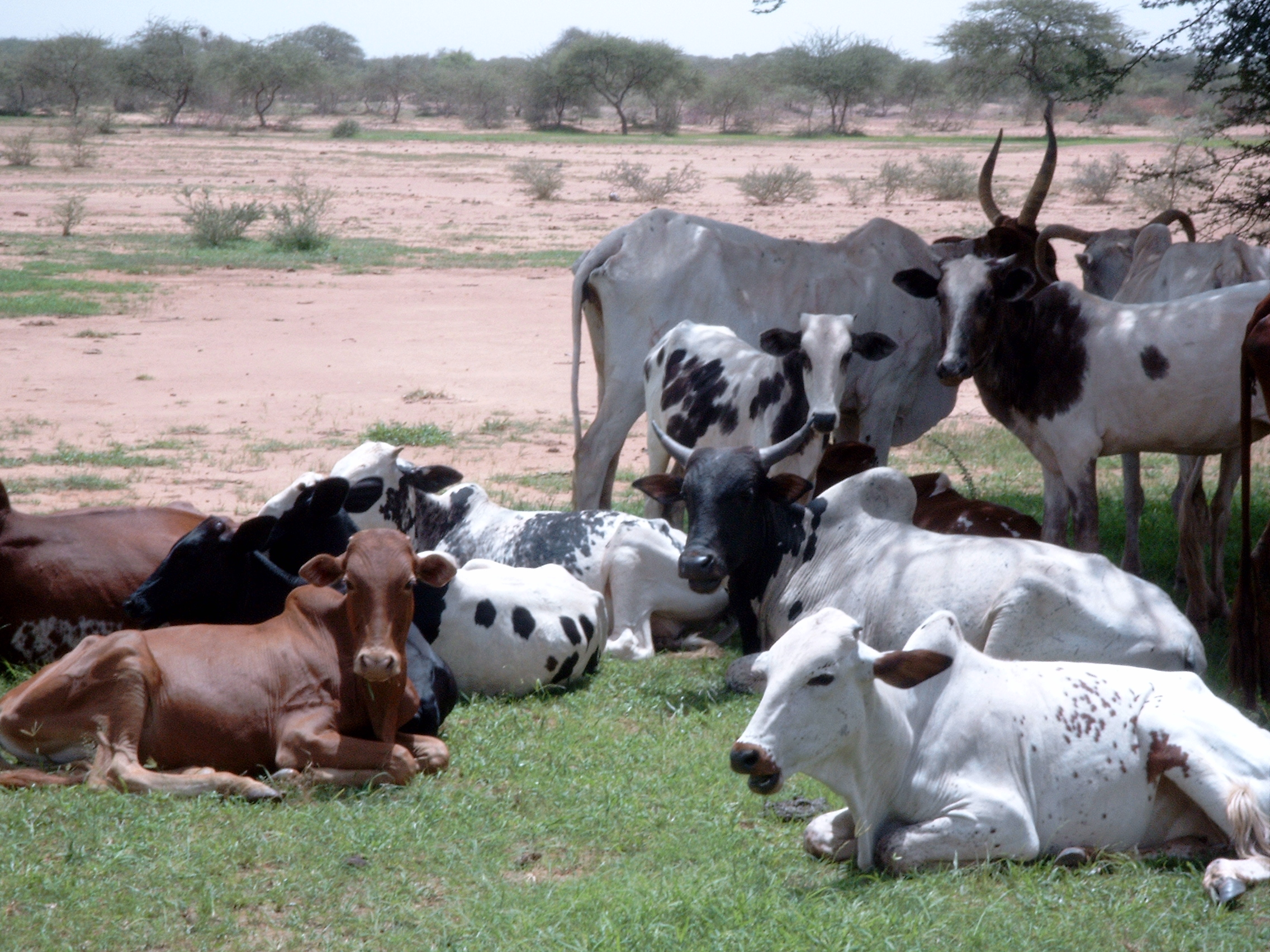
Bétail dans la pédiplaine de la province d'Oudalan, au Burkina Faso.

En géologie et géomorphologie, une pédiplaine (du latin pedis, qui veut dire « pied ») est une large plaine formée  par la coalescence de pédiments. Le processus de formation des pédiplaines est nommé pédiplanation. Les concepts de pédiplaine et pédiplanation sont pour la première fois développés par le géologue Lester Charles King (en) dans son ouvrage de 1942 intitulé South African Scenery. Le concept gagne en notoriété lorsqu'il est juxtaposé avec celui de pénéplanation.
Les pédiments coalescents d'une pédiplaine peuvent former une série de douces pentes concaves. Selon W.M. Davis, la principale différence entre pédiplaine et pénéplaine est l'histoire du processus ayant amené leur formation ainsi que la forme finale. La différence la plus notable en termes d'apparence est sans doute l'existence de collines résiduelles qui, dans la pénéplaine de Davis, sont censées avoir des pentes douces, tandis que, dans les pédiplaines, elles sont censées avoir la même pente que celle qu'elles présentaient au début du processus d'érosion.
La pédiplanation est en lien avec le retrait des escarpements : lorsqu'un escarpement recule au fil des temps géologiques, les pédiments croissent et s'étendent sur une vaste surface. Il en résulte que cette dernière est principalement érodée vers l'arrière de la zone et que l'érosion vers le bas est limitée,. Au contraire du concept de pénéplaine, plusieurs pédiplaines distinctes peuvent se former simultanément à différentes altitudes sans qu'il soit question de niveau de base. Les pédiplaines se forment normalement dans des zones au climat aride ou semi-aride. En fonction des changements climatiques, les périodes de pédiplanation en climat aride ou semi-aride peuvent alterner avec des périodes d'etchplanation en climat humide conduisant à la formation de surfaces d'aplanissement (pénéplaines) créées par différents processus (polygénétiques).
La cryoplanation est une variante de la pédiplanation qui se produit uniquement en climat froid.